# DePaul University

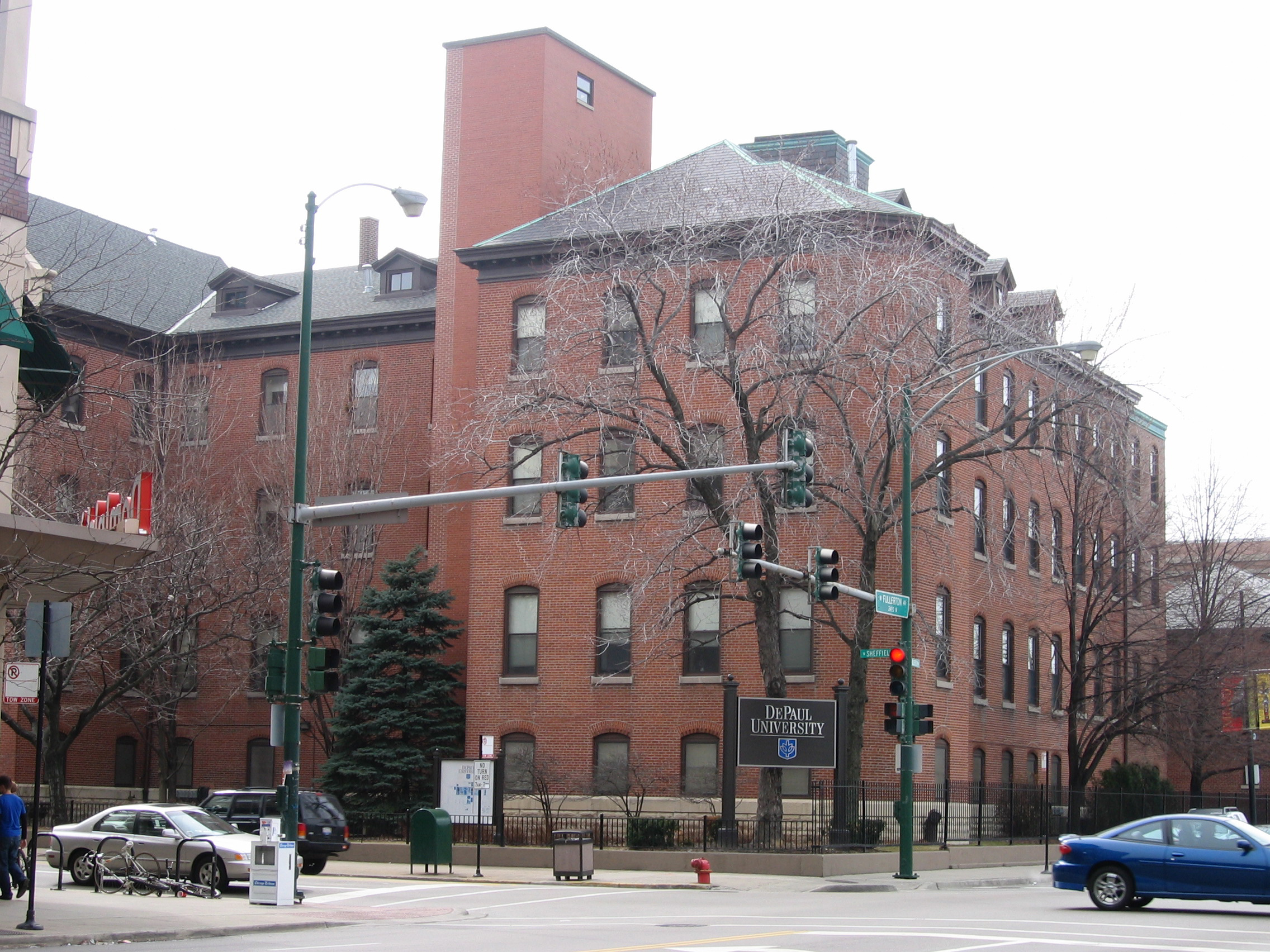
Lincoln Park Campus

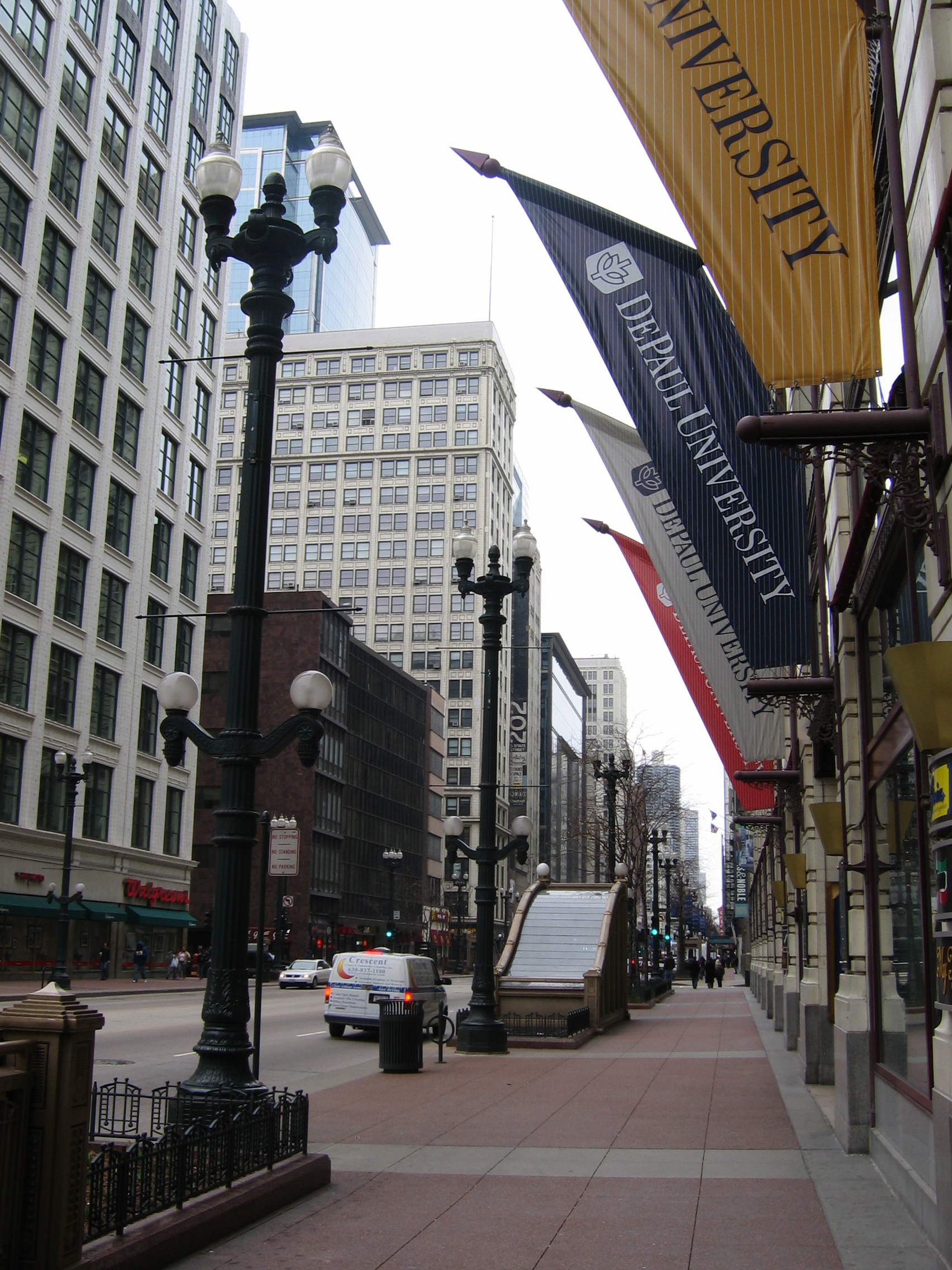
Downtown Campus Chicago

Die DePaul University ist eine Privatuniversität in Chicago im US-Bundesstaat Illinois. Sie wurde 1898 als katholische Hochschule gegründet und ist heute mit etwa 24.000 Studenten die größte Privatuniversität in Illinois sowie die größte katholische Hochschule in den USA.

## Campus
Die Hochschule ist auf zwei Standorte verteilt: Der ältere Campus liegt in dem Stadtteil Lincoln Park, der neuere liegt in der Innenstadt von Chicago (Loop). Es gibt vier kleinere Außenstellen in den Vororten Naperville, Lake Forest, Oak Forest, O’Hare und Rolling Meadows. Kurze Zeit gehörte auch das Mädchencollege Barat College dazu (Schließung 2005).

## Studienangebot
Das Studienangebot umfasst unter anderem:
- Handel/Wirtschaftswissenschaften
- Informatik, Telekommunikation
- Musik
- New Learning (Erwachsenenbildung)
- Pädagogik
- Rechtswissenschaften
- Theater

## Sport
Die Sportteams sind die Blue Demons. Die Hochschule ist Mitglied in der Big East Conference.

## Persönlichkeiten
Film, Medien und Theater
- Gillian Anderson (* 1968) – Schauspielerin und Autorin
- Judy Greer (* 1975) – Schauspielerin
- Sean Gunn (* 1974) – Schauspieler
- Linda Hunt (* 1945) – Schauspielerin und Oscar-Preisträgerin
- Stana Katić (* 1978) – kanadisch-US-amerikanische Schauspielerin
- Alexander Koch (* 1988) – Schauspieler
- Joe Keery (* 1992) – Schauspieler und Musiker
- Joe Mantegna (* 1947) – Schauspieler, Synchronsprecher und Regisseur
- Michael Muhney (* 1975) – Schauspieler und Drehbuchautor
- John C. Reilly (* 1965) – Schauspieler
- Michael Rooker (* 1955) – Schauspieler

Musik
- Ramsey Lewis (1935–2022) – Jazzmusiker
- Ray Manzarek (1939–2013) – Rockmusiker (The Doors)
- James Quinn – Komponist
- Alexander Nikolajewitsch Tscherepnin (1899–1977) – Komponist
- Chicago – Jazzrock-Band

Politik
- Richard M. Daley (* 1942) – Bürgermeister von Chicago

Sport
- George Mikan (1924–2005) – Basketballspieler
- Quentin Richardson (* 1980) – Basketballspieler
- Mark Aguirre (* 1959) – Basketballspieler
- Wilson Chandler (* 1987) – Basketballspieler